# Menhir de la Vérie
Le menhir de la Vérie (ou Verrie) est un menhir situé à Soullans, dans le département français de la Vendée.

## Protection
L'édifice est classé au titre des monuments historiques en 1926.

## Description
Il est constitué d'un bloc de quartzite de 3,71 m de hauteur et 3,05 m de largeur pour 1,10 m d'épaisseur. Son poids est estimé à 37 t. Il comporte trois cuvettes de polissage sur une face, désormais non visibles car situées dans la partie enfouie du menhir, et deux autres cuvettes sur l'autre face.